# Hunsrück

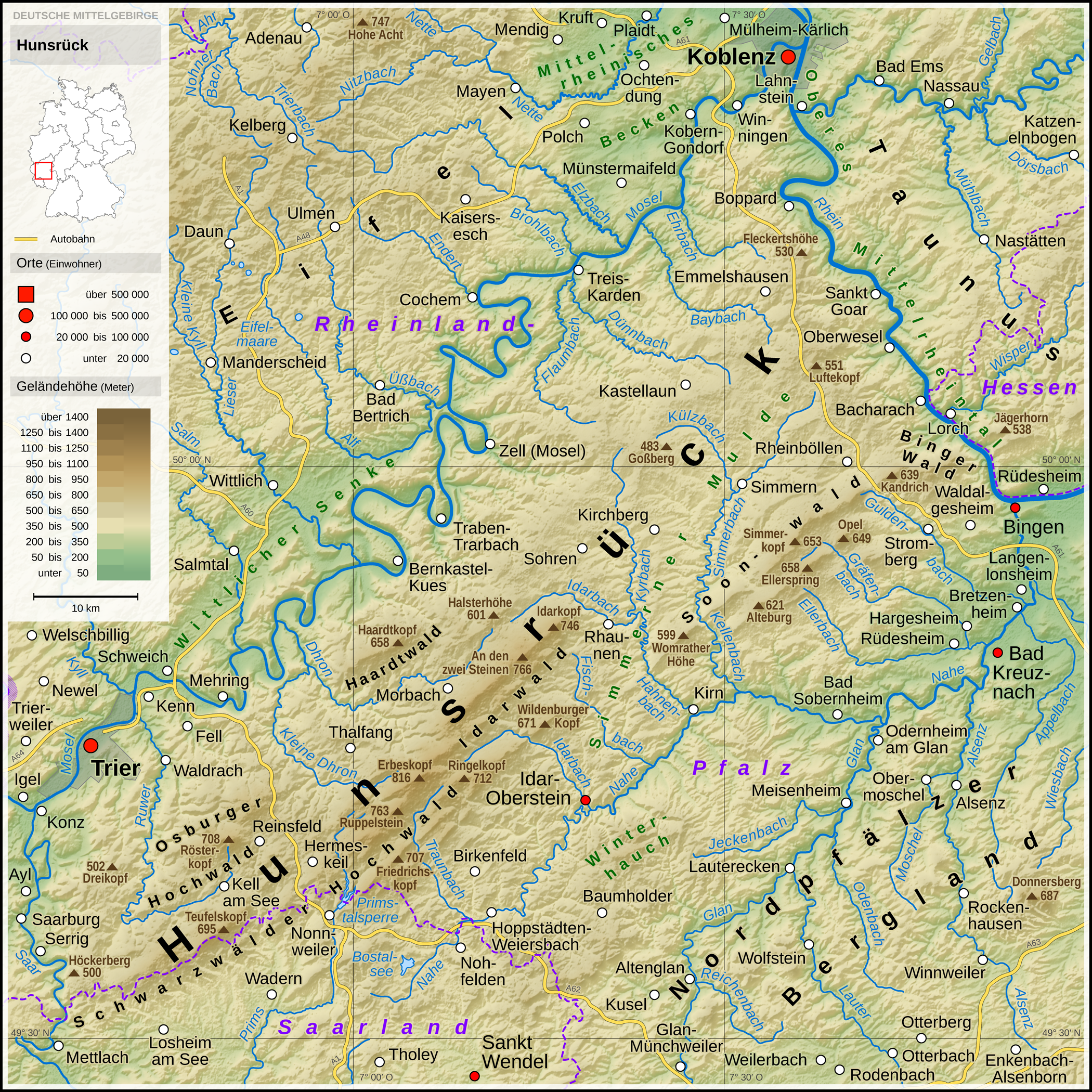
Hunsrück

Hunsrück je pohoří v Německu, ve spolkové zemi Porýní-Falc, jižně od Mosely a západně od Rýna. Leží zhruba mezi městy Koblenz, Trevír a Bingen a má délku asi 65 km.

## Popis
Většinu plochy tvoří zalesněná planina ve výšce 400–500 m n. m., nejvyšší vrchol je Erbeskopf, 816 m n. m. Pohoří vzniklo během Hercynského vrásnění a jeho horniny pocházejí většinou z devonu.
Podnebí je deštivé vlivem oceánického proudění. Rostou zde bukové a smrkové lesy a těží se břidlice na výrobu střešní krytiny. U Ellernu byla vybudována velká větrná farma. Na území Hunsrücku se nachází Letiště Frankfurt–Hahn. K turistickým atrakcím patří chrám Hunsrückdom ve vesnici Ravengiersburg, hrad Stromburg a památník na místě bývalého koncentračního tábora Hinzert. V roce 2015 byl vyhlášen Národní park Hunsrück-Hochwald. V Bundenbachu byla nalezena první fosilie devonského živočicha Schinderhannes bartelsi.
Místní obyvatelé hovoří dialektem Hunsrückisch. V devatenáctém století se mnozí vystěhovali, především do brazilského státu Rio Grande do Sul. V regionu se odehrává děj filmové trilogie Heimat.